# Powiat de Wałbrzych
Le powiat de Wałbrzych (en polonais : Powiat wałbrzyski) est une division administrative de Basse-Silésie. Il compte 181 361 habitants pour 514 km2 soit 351 habitants au km². Son chef-lieu est la ville de Wałbrzych.

## Division administrative

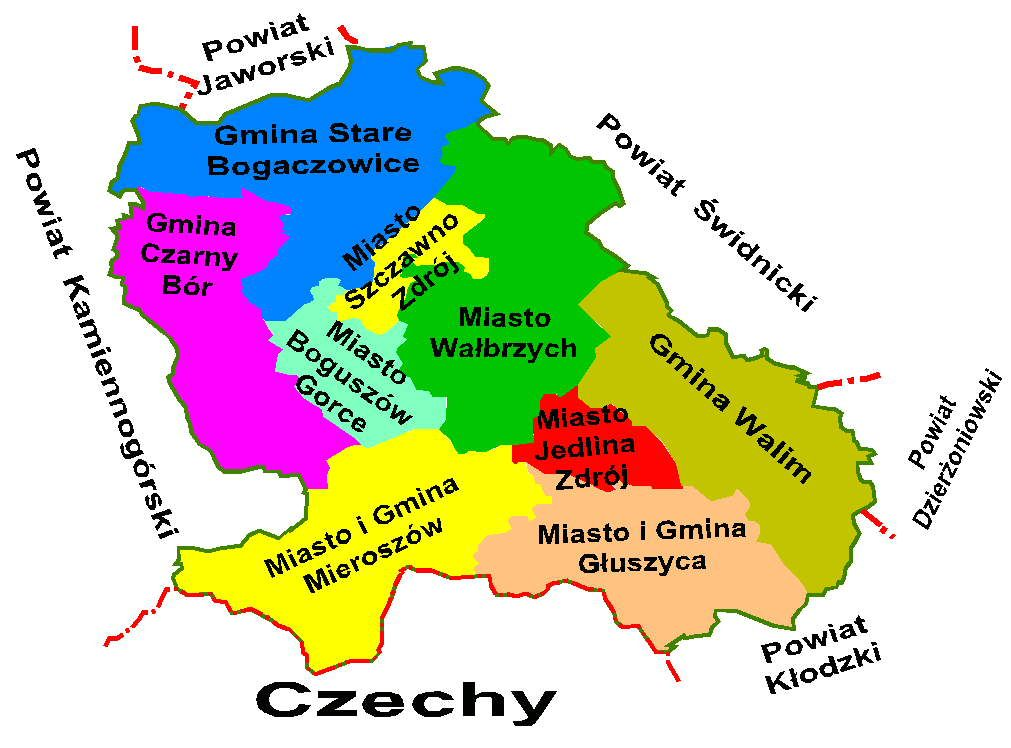
Carte du powiat.

Le powiat (district) est divisé en 9 gminas incluant 4 zones urbaines.

### Ville
- Boguszów-Gorce
- Jedlina-Zdrój
- Szczawno-Zdrój
- Wałbrzych

### Commune
- Czarny Bór
- Głuszyca
- Mieroszów
- Stare Bogaczowice
- Walim